# 趙友鳳
趙 友鳳（ちょう ゆうほう、英 Zhao Youfeng、1965年5月5日 - ）は、中国の元陸上競技選手（長距離）で陸上競技指導者。1980年代末から1990年代初めにかけて女子マラソンでアジアのトップランナーであった。

## 来歴
中国・江蘇省南京市郊外の出身。4人兄妹の末っ子だった(上に兄3人)。
1980年代半ばに愛知県陸上競技協会から江蘇省を訪問した竹内伸也（当時愛知教育大学教授で愛知県陸上競技協会強化委員長）に才能を見いだされ、もう一人の選手とともに日本に陸上留学する(滞在経費はすべて竹内が負担した)。来日したのは1986年秋だった。来日当初は竹内の自宅に住み込み、競技と生活の両面で指導を受けた。
1987年3月の名古屋国際女子マラソンで初マラソンを走るが、直前の風邪による発熱もあり、2時間48分43秒に終わる。4月の兵庫リレーカーニバルでは10000mに出場し、荒木久美・浅井えり子・小島和恵ら日本のトップランナーを抑えて優勝した。
1988年3月、前年に続き2回目のマラソンとなる名古屋国際女子マラソンに出場。当時はまったくの無名選手であったが、レースでは連覇をねらったオランダのカーラ・ビュースケンスとの競り合いに勝って、マラソン初優勝を遂げる。ゴールタイムの2時間27分56秒は、1月の大阪国際女子マラソンで宮原美佐子が樹立したばかりの記録（2時間29分37秒）を、1分半以上も上回るアジア女子最高記録であった。この成績により、中国のソウルオリンピック女子マラソン代表に選出される。
同年9月のソウルオリンピック本番でも、20位台と不調の日本代表3選手（浅井えり子・荒木久美・宮原美佐子）を尻目に20kmまで先頭集団に入り、五輪メダル獲得はならなかったが2時間27分06秒の自己ベスト記録で、5位入賞を果たした。オリンピック女子マラソンでの入賞は、アジアの選手としては初めてだった。
名古屋国際女子マラソンでは翌1989年も2時間28分20秒で優勝、大会初の2連覇を達成する。1990年4月のロンドンマラソンに出場、2時間29分35秒で4位に入るが、このとき両足の指の付け根を痛める。痛みが完治しないまま迎えた9月の北京アジア競技大会では、途中で先行した日本代表の荒木久美を抜き返し、19秒差で抑えて、2時間35分15秒のタイムで故国の大会での金メダリストとなった。同年10月に愛知教育大学大学院の試験を受ける。のちに愛知教育大学大学院に進学。
大学院修了後は、竹内が監督を務める東海銀行の陸上部に進む。しかし、外反母趾を持病として抱えるようになる。治療のため手術も受けたが、以前のような好成績をあげることはできず、1995年に名古屋国際女子マラソンの完走（2時間40分45秒・25位）を最後に、競技から退いた。引退後もコーチとして東海銀行（のちUFJ銀行）の陸上部に所属し、世界陸上選手権代表となる大南博美・敬美双子姉妹などを指導。この間結婚し、2000年に出産を理由にUFJ銀行を退社。
2001年より至学館高等学校陸上部で指導。2008年よりスズキの陸上競技部コーチに就任し、2010年に同部が企業直属の実業団チームからクラブチームであるスズキ浜松アスリートクラブへと体制が変更された後も指導をしていた（2021年現在は退任）。

## 家族
夫は中国の3000m障害選手だった牛新祥。
2000年に生まれた娘の牛佳慧（ぎゅう かえ）は、浜松開誠館高等学校時代の2018年と2019年に全国都道府県対抗女子駅伝に出場している。2019年春からは拓殖大学に進学し、2021年12月の全日本大学女子選抜駅伝競走大会では2区に出走して3人を抜いた。2023年1月の全国都道府県対抗女子駅伝では静岡県チームの1区に起用されたが、33位と苦戦した。2023年4月からは日本郵政グループ女子陸上部に所属する。
その弟で2003年生まれの牛誠偉（ぎゅう せい）は静岡県立浜松商業高等学校時代の2019年と2020年に全国高等学校駅伝競走大会に出場した（2021年からは東京国際大学所属）。